# Hützel
Hützel (plattdeutsch auch Hützel) war vormals eine selbständige Gemeinde und gehört seit dem 16. März 1974 zur Einheitsgemeinde Bispingen im Süden der Lüneburger Heide.

## Etymologie
In alten Karten heißt das Dorf Hudselo, Hutzloh oder Hudsell. Die Vorsilben „Hud“, „Huds“ und „Hutz“ gehen vermutlich auf das althochdeutsche „Huwo“ = Uhu zurück. Die Endung „Loh“, bedeutet Wald. Demnach bedeutet der Name Hützel „Eulenwald“.

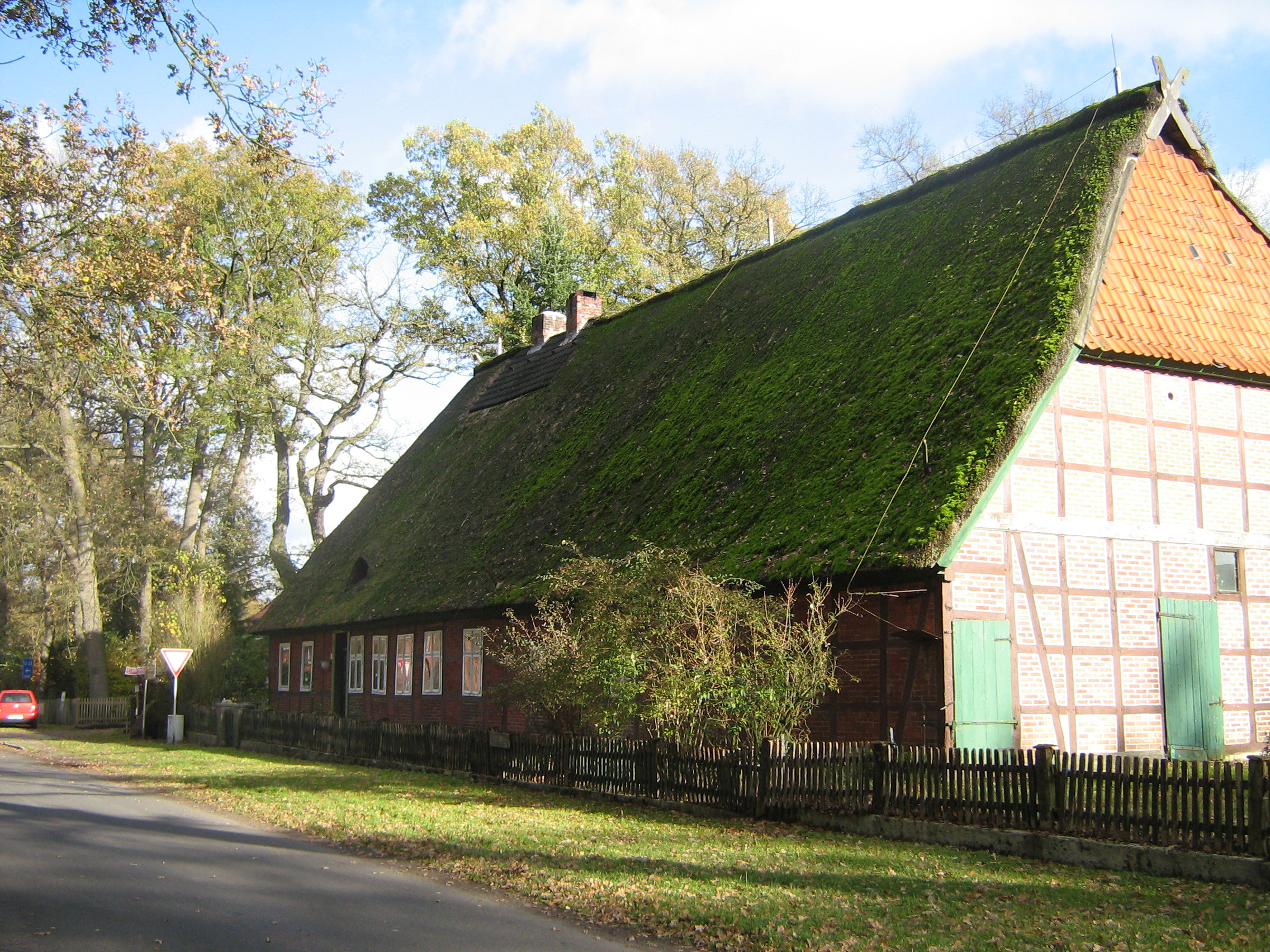
Hallenhaus am Alten Postweg

## Geographie

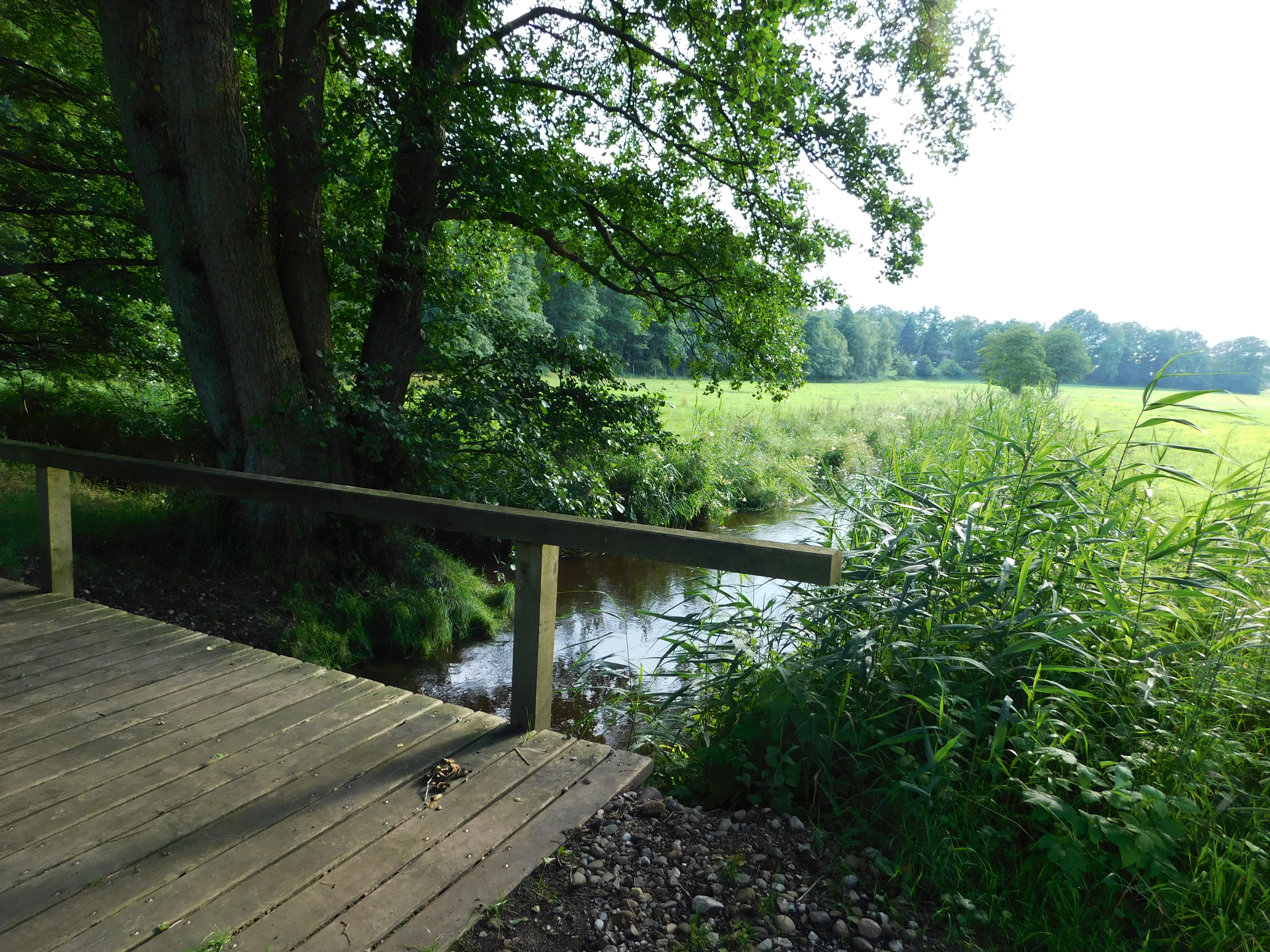
Die Brunau in Hützel

Im oberen Luhetal, am Zusammenfluss von Brunau und Wittenbeck mit der Luhe, liegt das „Drei-Bäche-Dorf“ Hützel, rund 15 km nordöstlich von Soltau in der Nähe der Ausfahrt 43 der Bundesautobahn 7. Hützel gehört zum Landkreis Heidekreis in Niedersachsen. Zwei Kilometer östlich – oberhalb des Dorfes Hützel – führt die B 209 von Soltau nach Lüneburg. Wiesen und ausgedehnte Wälder ziehen sich bis in den Ortskern mit einigen gut erhaltenen, reetgedeckten Hallenhäusern. Höchster Punkt: Am „großen Stein“ in der Raubkammerheide, tiefster Punkt: An der Wassermühle.

## Geschichte
Die erste Nennung datiert aus dem Jahre 1193, als das Dorf Hützel – als Teil des Kirchspiels Bispingen – an den Bischof Lüder von Verden verkauft wurde. Weiter findet sich im Winsener Schatzregister eine Eintragung aus dem Jahre 1313. Zu der Zeit überließ Konrad von Hudsell dem Ritter Segeband von dem Berge eine Mühle und zwei Höfe mit ihrem „Zehnten“ zu seinem Lebensunterhalt. Dieser Eintrag beweist, dass es in Hützel schon vor Jahrhunderten eine Wassermühle von überörtlicher Bedeutung gab. Vermutlich erhielt in dieser Zeit der große Wald nahe Hützel seinen Namen „Roufkammer“. („Rouf“ = Raub, Kammer, = Verwaltungsbehörde für grundherrschaftlichen Besitz). Sie ist ein ausgedehntes Waldgebiet zwischen Hützel und Munster.
Nach der Sage soll der Raubritter Moritz von Zahrenhusen hier sein Unwesen getrieben haben. Ein Gedenkstein südlich von Rehrhof erinnert an diesen Mann, der bei einem der von ihm verübten Überfälle durch einen reisenden Kaufmann getötet worden sein soll.
Durch das Dorf führte der alte Postweg von Harburg nach Celle. Auch der jüngst eröffnete und viel bewanderte Heidschnuckenweg von Hamburg nach Celle führt durch Hützel. In Hützel hat die von Waldemar Grube gegründete Grube KG ihren Stammsitz.

### Der Immenhof
Der „Immenhof“ wurde 1912 von einem Hamburger Rechtsanwalt als Guts- und Pensionshaus in der Heide oberhalb der Brunau gebaut. Nachdem der Hof 1927 von der Arbeiterwohlfahrt gekauft wurde, diente er als Ausbildungsinternat für junge Mädchen aus sozial schwachen Bevölkerungsschichten. Während der Zeit des Nationalsozialismus wurde das Anwesen enteignet, diente im Zweiten Weltkrieg als Lazarett und war bis in die 1950er Jahre eine Außenstelle des Soltauer Krankenhauses. Danach unterhielt die AWO dort ein heilpädagogisches Schulheim für Kinder und Jugendliche.

### Hützel und das Kieselgur
Im Jahre 1353 bestand Hützel aus einer Ansiedlung von sieben Bauernhöfen und einer Wassermühle. Der Ort vergrößerte sich stetig und wurde mit der Zeit zu einem kleinen Industriedorf, denn die Entdeckung von reichen Kieselgur Ablagerungen in der Hützeler Luheniederung hatte Folgen. Der Fund des „weißen Goldes der Heide“ veränderte das Leben nachhaltig. Man richtete den Blick auf „die neue Zeit“ und gewöhnte sich an viele technische Neuerungen. Nachdem man 1836 in Unterlüß den ersten Kieselgurfund machte und allmählich den Nutzen dieses Rohstoffes entdeckte, wurde auch im Luhetal Gur gefunden. Im Jahre 1876 wurde in Hützel die erste Kieselgurgrube („de witte Eerdiek“ = weißer Erdteich) in Betrieb genommen. Mit der Möglichkeit, den Rohstoff billiger aus Übersee zu importieren, verlor der Abbau in der Heide somit seine Grundlage. Auch die Gruben in Hützel wurden schließlich aufgegeben. Zahlreiche Kieselgurteiche im Dorf zeugen bis heute von dieser Zeit.
Hützel ist bis heute Sitz der Firma Reye und Söhne. Sie förderte als eines der ältesten Tagebau-Unternehmen noch bis 1969 Kieselgur und stellte dann auf die Herstellung und den Vertrieb von Edelputzmischungen für die Bauindustrie um.

### Hützel an der „Luhebahn“

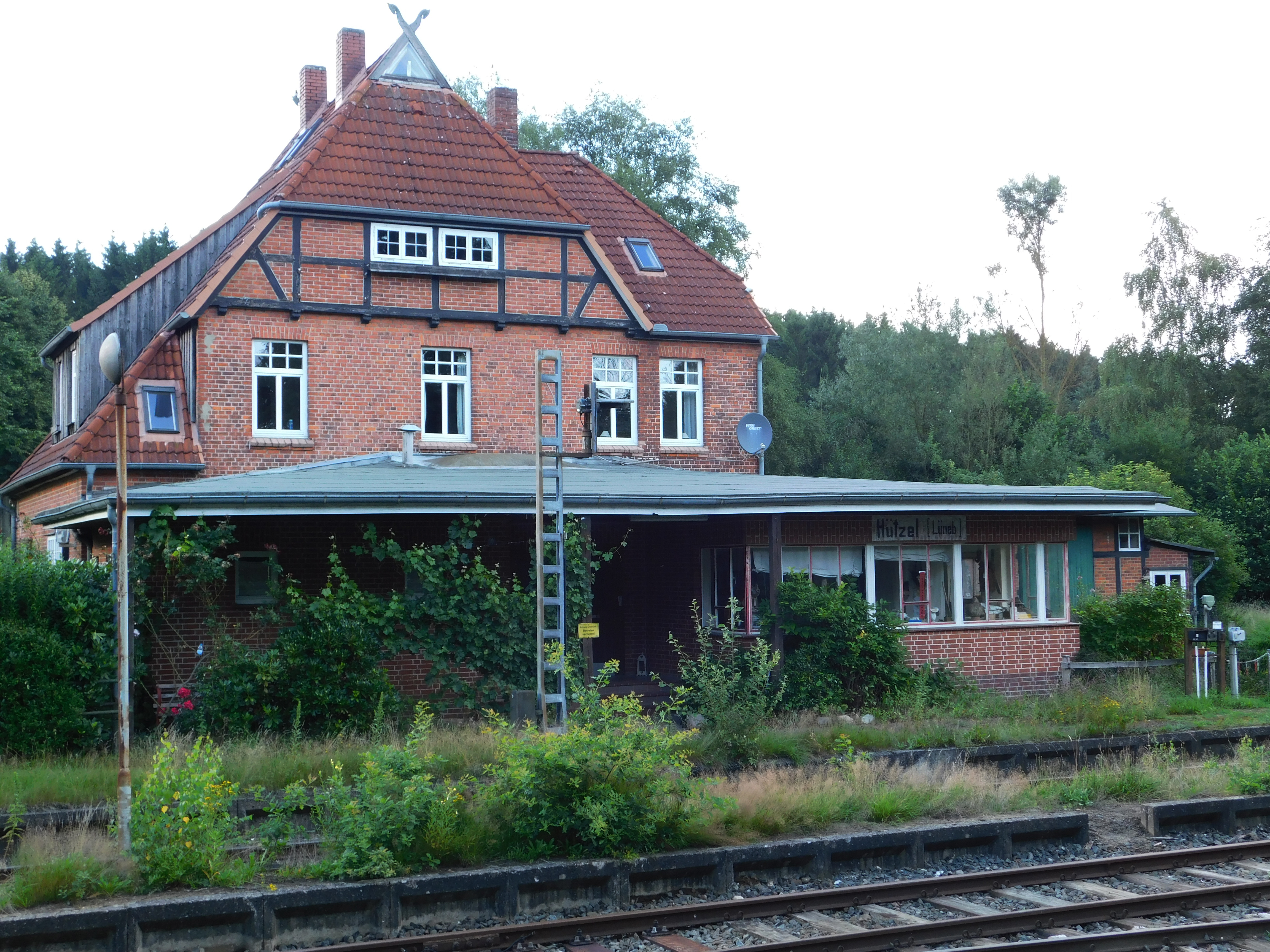
Der Bahnhof in Hützel

Der Ort ist ein Eisenbahnknotenpunkt der OHE zwischen der Bahnstrecke Soltau-Lüneburg und der Bahnstrecke Winsen–Hützel. Die Kleinbahn Winsen-Evendorf GmbH eröffnete am 20. Juli 1906 zunächst die Bahnstrecke von Winsen bis Egestorf, die dann zum 8. Juli 1910 bis Hützel fertiggebaut wurde. Sie änderte damit auch ihren Namen in Kleinbahn Winsen–Evendorf–Hützel. Der Anschluss an die erst 1913 eröffnete Kleinbahn Lüneburg–Soltau wurde nach Hützel gelegt, weil die Bispinger Bauern es abgelehnt hatten, Land zu verkaufen. Dadurch konnte dort erst verspätet ein Eisenbahnknotenpunkt entstehen.
Die „Luhebahn“ genannte Strecke stellte, quer durch die Lüneburger Heide, eine Verbindung von Winsen an der Strecke zwischen Hamburg und Lüneburg zur Kleinbahn Lüneburg–Soltau dar und war zum Export von Kieselgur und landwirtschaftlichen Produkten bald unentbehrlich. Ab 1944 gehörten beide Kleinbahnen zur OHE (Osthannoversche Eisenbahn), 2022 wurden die Strecken von der landeseigenen SinON übernommen. Heute gibt es auf beiden Strecken keinen regelmäßigen Personenverkehr mehr, aber der „Heide-Express“ fährt mit historischen Fahrzeugen in der Sommerzeit auch vom Hützeler Bahnhof bis Lüneburg.

### Dorfleben

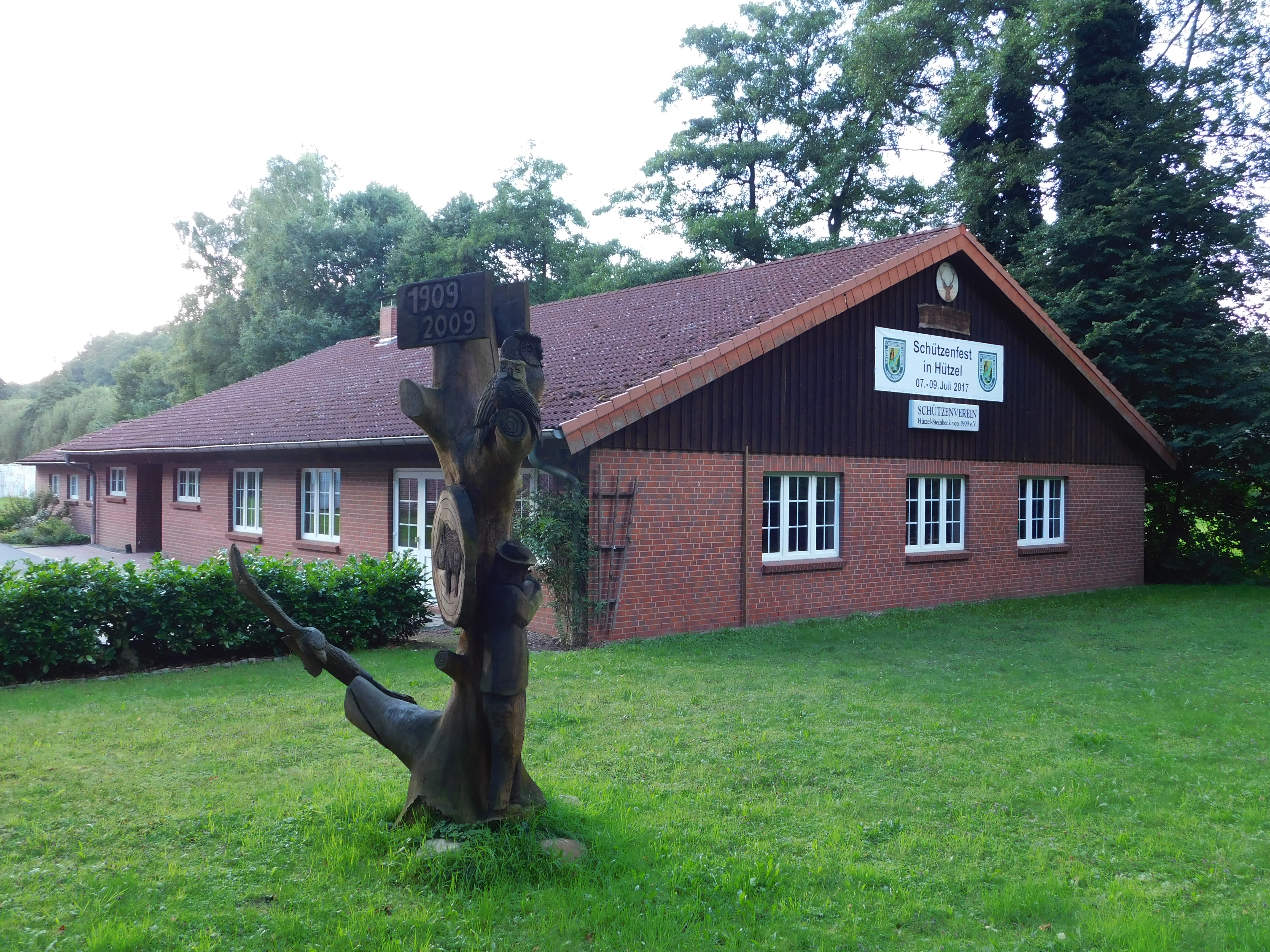
Schützenhaus

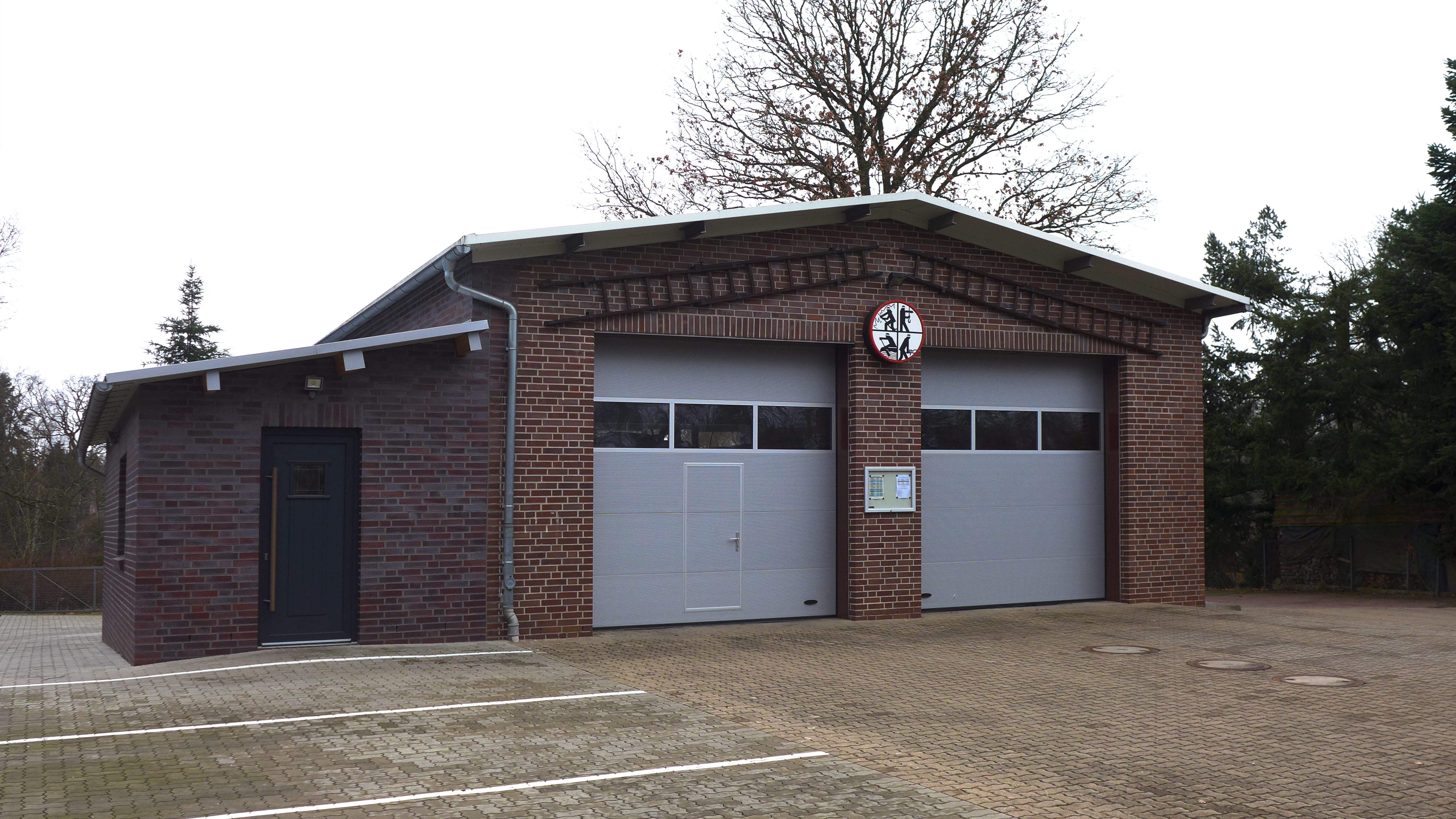
Spritzenhaus der Feuerwehr

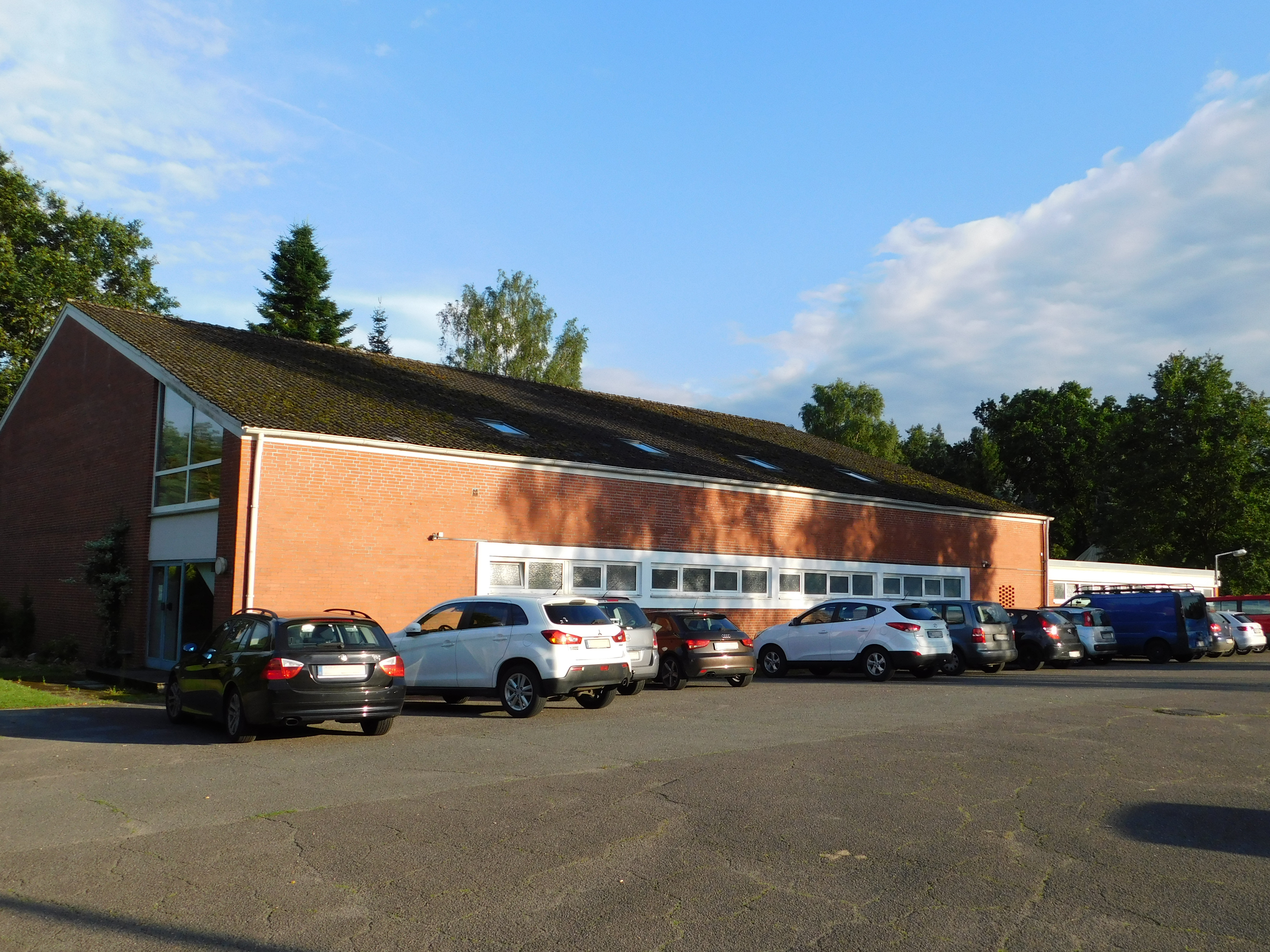
Sporthalle

Es gibt im Ort aktive Vereine mit dem Sportverein VFL Luhetal, dem Tennisclub TC Heideperle, der Fußball-Spielgemeinschaft Bispingen-Hützel-Steinbeck, den über hundert Jahre alten Schützenverein Hützel-Steinbeck, die Landeskirchliche Gemeinschaft/EC sowie die Ortsfeuerwehr Hützel. Hinzu kommen die Vereine Welcome KultRaum und Calumed sowie der Sozialverband Bispingen-Hützel-Steinbeck.
Die Kinder in Hützel nutzen in der Vorschulzeit die Kindertagesstätte der AWO in Hützel und besuchen dann die Grund- und Oberschule in Bispingen. Weiterführende Schulen sind sowohl in Munster, als auch in Soltau ansässig. Zur Ortschaft Hützel gehört der Waldfriedhof, der gemeinsam mit dem Nachbarort Steinbeck genutzt wird.

## Kultur und Sehenswürdigkeiten
In der Liste der Baudenkmale in Bispingen sind für Hützel acht Baudenkmale aufgeführt.

Siehe auch  Liste der Bodendenkmale in Bispingen#Hützel

### Wanderziele (Besondere Orte)
Der „Söhlbruch“ in Hützel

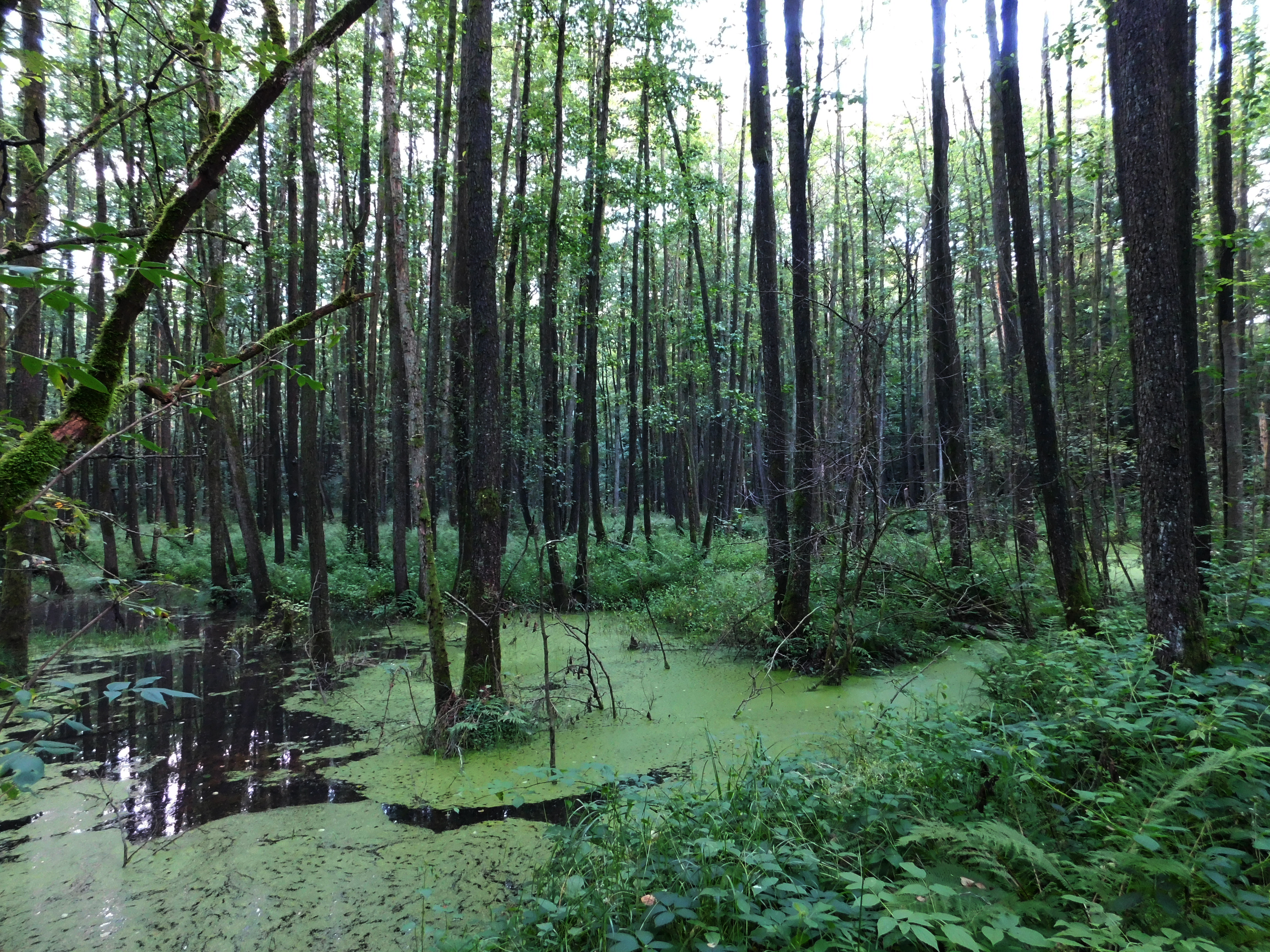
Der Söhlbruch in Hützel

Das unter Naturschutz stehende Gebiet des Söhlbruch (Suhle = Schlammig, Bruch = feuchter Sumpfwald), ist ein „echter“ Urwald in Kleinformat. In diesem Feuchtbiotop sind Tiere und Pflanzen zu finden, die andernorts längst ausgestorben sind. Hier wird alles so belassen, wie die Natur es gestaltet. Der Bruch gehört zum Quellgebiet der Wittenbeck.
Die „Borsteler Kuhlen“ in Borstel in der Kuhle
Die Borsteler Kuhlen sind ein zerklüftetes Trockental, das zur bäuerlichen Bewirtschaftung untauglich war und daher seine Ursprünglichkeit bewahrt hat. Die Heideflächen zwischen Hützel und Borstel in der Kuhle sind zu Fuß gut erreichbar und zu erwandern.
Das „Spöktal“ in Steinbeck
Heidelandschaft mit dem Hotel „Haus Spöktal“ ist zu Fuß an Grubenteichen vorbei zu erreichen.